# توني هنت (لاعب كرة قدم أمريكية)
توني هنت (بالإنجليزية: Tony Hunt)‏ هو لاعب كرة قدم أمريكية أمريكي، ولد في 24 نوفمبر 1985.

## وصلات خارجية
- توني هنت على موقع مرجع كرة القدم المحترفة.كوم (الإنجليزية)